# Onthophagus interstitialis
Onthophagus interstitialis är en skalbaggsart som beskrevs av Fahraeus 1857. Onthophagus interstitialis ingår i släktet Onthophagus och familjen bladhorningar. Inga underarter finns listade i Catalogue of Life.